# NGC 4940
NGC 4940 este o galaxie spirală situată în constelația Centaurul. A fost descoperită în 3 martie 1837 de către John Herschel. Se află la o distanță de 60,41 de megaparseci de Pământ.